# Colin Jones
Pour les articles homonymes, voir Colin Jones (photographe) et Jones.
(en) Statistiques sur pro-football-reference
Colin Jones (né le 27 octobre 1987) est un joueur américain de football américain.

## Carrière

### Université
Jones étudie à l'université de Texas Christian où il joue pour l'équipe des Horned Frogs en football américain.

### Professionnel
Colin Jones est sélectionné au sixième tour du draft de la NFL de 2011 par les 49ers de San Francisco au 190e choix. Après avoir joué le camp d'entraînement et les match de pré-saison, il est retenu dans l'équipe pour l'ouverture de la saison 2011. Il joue son premier match en professionnel mais il est libéré le 13 septembre.
En 2012, il signe avec les Panthers de la Caroline.

## Palmarès
- Seconde équipe de la saison de la Mountain West Conference 2010.